# Deltote paloma
Deltote paloma is een vlinder van de familie van de uilen (Noctuidae). De wetenschappelijke naam van deze soort is voor het eerst voorgesteld als Eustrotia paloma door Paul Dognin in een publicatie uit 1897.
De soort komt voor in Ecuador.